# Mount Vernon (New York)
Mount Vernon je grad u američkoj saveznoj državi New York. Prema popisu stanovništva iz 2010. u njemu je živjelo 67.292 stanovnika.